# Pazo de San Lorenzo de Trasouto
El monasterio de San Lorenzo de Trasouto, denominado en la actualidad pazo de San Lorenzo, es un complejo de edificios de origen monástico que se encuentra en Santiago de Compostela, en concreto en la zona extramuros, fuera del recinto amurallado de la ciudad. Pese a que las primeras edificaciones datan de 1216, va a sufrir a lo largo de la historia una serie de modificaciones, tanto en los siglos XV como a principios del XVI, momentos en los que se realizan ampliaciones como la de la sacristía.
Acabó transformándose en un edificio de uso privado pasándose a denominar pazo, a partir de la desamortización de Juan Álvarez Mendizábal, ya en el siglo XIX.
En 1979 fue declarado monumento nacional.
En 2015, en la aprobación por la Unesco de la ampliación del Camino de Santiago en España a «Caminos de Santiago de Compostela: Camino francés y Caminos del Norte de España», España envió como documentación un «Inventario Retrospectivo - Elementos Asociados» (Retrospective Inventory - Associated Components) en el que en el n.º 848 figura el monasterio de San Lorenzo de Trasouto.

## Historia
Siendo obispo de Zamora, Martín Arias, alrededor del año 1200, y viendo llegar la hora de su retiro, decidió buscar un lugar tranquilo en Galicia, su tierra natal. Es así como decide la construcción de unos primeros edificios alrededor de 1216, en la zona extramuros de Santiago de Compostela, entre los que destacaba la iglesia de San Lorenzo de Trasouto. Todo esto sucedió antes de 1216, el año en que se data una carta de confirmación del rey Alfonso IX relativa a la que ya es, entonces, iglesia de San Lorenzo de Trasouto.
De esta manera se fundó un eremitorio, que con el tiempo se transformaría en monasterio, se posee documentación de la Bula de Fundación, que fue otorgada por el rey Alfonso IX. Siglos más tarde, para unos autores durante finales del siglo XIV, y para otros ya en el XV, la incapacidad de mantener económicamente el eremitorio, hizo que pasara a ser propiedad y patronato del cabildo catedralicio de Santiago de Compostela, que cedió el usufructo del monasterio a los franciscanos. Hay autores que consideran que en esta época la propiedad era ya de los Condes de Altamira.
Pronto, al existir un cierto grado de parentesco entre uno de esos franciscanos con los Condes de Altamira de aquel momento, se constituyó un patronato, que cedió las tierras y transformó a su costa el eremitorio en monasterio, dándolo en usufructo a los monjes. De esta manera, los Condes de Altamira se convierten en benefactores, ayudándoles económicamente.
La entrada de los frailes hizo necesaria una serie de modificaciones arquitectónicas, y de esta manera se inicia a partir de 1392 una serie de ampliaciones, restauraciones y reformas, que se extendieron hasta el siglo XV. La importancia del monasterio es tal que en 1520 el emperador Carlos I de España y V del Sacro Imperio Romano Germánico se retiró en él para pasar la Semana Santa.
En el siglo XVIII se realiza la ampliación del convento, añadiendo nuevas celdas, es en este momento cuando se inicia el mecenazgo del arzobispo Antonio de Monroy, que permitió la construcción de la capilla mayor, la sacristía (en la cabecera de la iglesia) y el alargamiento del crucero que se enlaza a la planta original.
Con la desamortización de Mendizábal, el edificio es incautado por el Estado. Se inicia entonces una disputa por la propiedad al reconocer la Justicia la propiedad al Conde de Altamira. Al desamortizar el monasterio, los franciscanos tuvieron que abandonarlo, pasando el Estado a hacerse cargo del mismo. Es entonces cuando Vicente Pío Osorio de Moscoso, XVIII marqués de Astorga y XIV Conde de Altamira, se enfrenta a la decisión de la administración y alega que el monasterio se donó para que habitasen en él los franciscanos, por lo que si los franciscanos no habitaban, la propiedad debía volver a sus legítimos dueños y no pasar al Estado. El pleito duró varios años y, tras el fallecimiento de Vicente Pío, María Eulalia Osorio de Moscoso y Carvajal, su hija y heredera, XI Duquesa de Medina de las Torres, se hace cargo de San Lorenzo en la testamentería, ofreciéndolo de nuevo a los franciscanos, quienes habiendo encontrado otro monasterio donde residir, decidieron declinar el ofrecimiento. De esta manera, la duquesa de Medina de las Torres, lo restaurará y adaptará adaptándolo a la estética de un pazo gallego.
Actualmente el Pazo es explotado como complejo hostelero, ofreciendo una gran variedad de servicios (cócteles, presentaciones de productos, conferencias, desfiles de moda, comidas, cenas, reuniones, conciertos, ruedas de prensa, rodajes de películas…), en los que se incluye la posibilidad de uso para celebraciones privadas de la iglesia, el claustro (con su laberinto de boj) o los jardines privados.

## Descripción

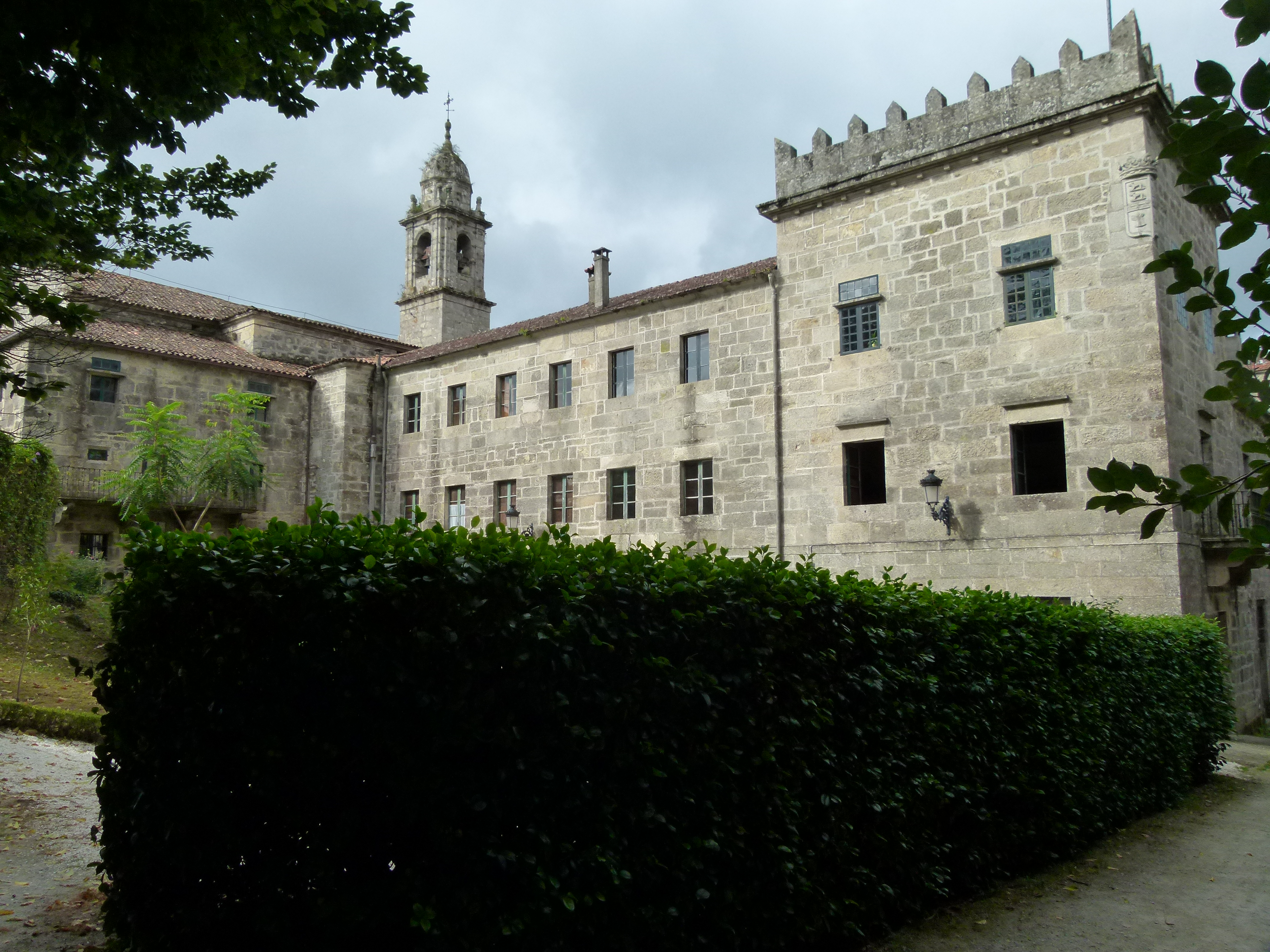
Lateral del monasterio

El complejo que constituye actualmente el pazo de San Lorenzo, está rodeado por un bosque y unos espléndidos jardines totalmente rodeados, a su vez, de una muralla abarcando una superficie que supera con creces los 40 000 m².
El edificio está concebido en torno al antiguo claustro que se situaba en el lado sur la iglesia, utilizándose el resto de los laterales para ubicar las dependencias anexas de carácter más doméstico. La existencia de un desnivel entre el edificio principal y el resto de las dependencias hizo que se construyera una planta por debajo del nivel de acceso que está rodeada de finca y jardines. Solo tiene fachada a la calle uno de los laterales de la iglesia, así como el acceso al complejo monástico, y los edificios religioso y laicos están tan unidos que no se ve la separación entre ellos.
La iglesia presenta planta de cruz latina con nave única de cuatro crujías, y un corto crucero, presentando, como es habitual en las iglesias prerrománicas o del románico más temprano, una cabecera cuadrangular. Todos estos espacios se presentan cubiertos con bóveda de cañón reforzada con arcos fajones, lo cual da lugar a bóvedas de arista entre los diferentes tramos de arcos fajones.
En la cabecera se sitúa el presbiterio, que estaba adornado por un retablo que fue donado por María Eulalia Osorio-de Moscoso Carvajal, XI duquesa de Medina de las Torres, a la iglesia de un pueblo sevillano en el siglo XIX. En contraprestación trajo, de Sevilla, el retablo que puede contemplarse como altar mayor. Se trata de un retablo renacentista italiano, datado del siglo XVI, realizado en mármol de Carrara, cuyos autores se considera que fueron los hermanos Apriles, si se hace caso a lo editado por el Marqués de Lozoya en el libro titulado “La escultura de Carrara en España”.

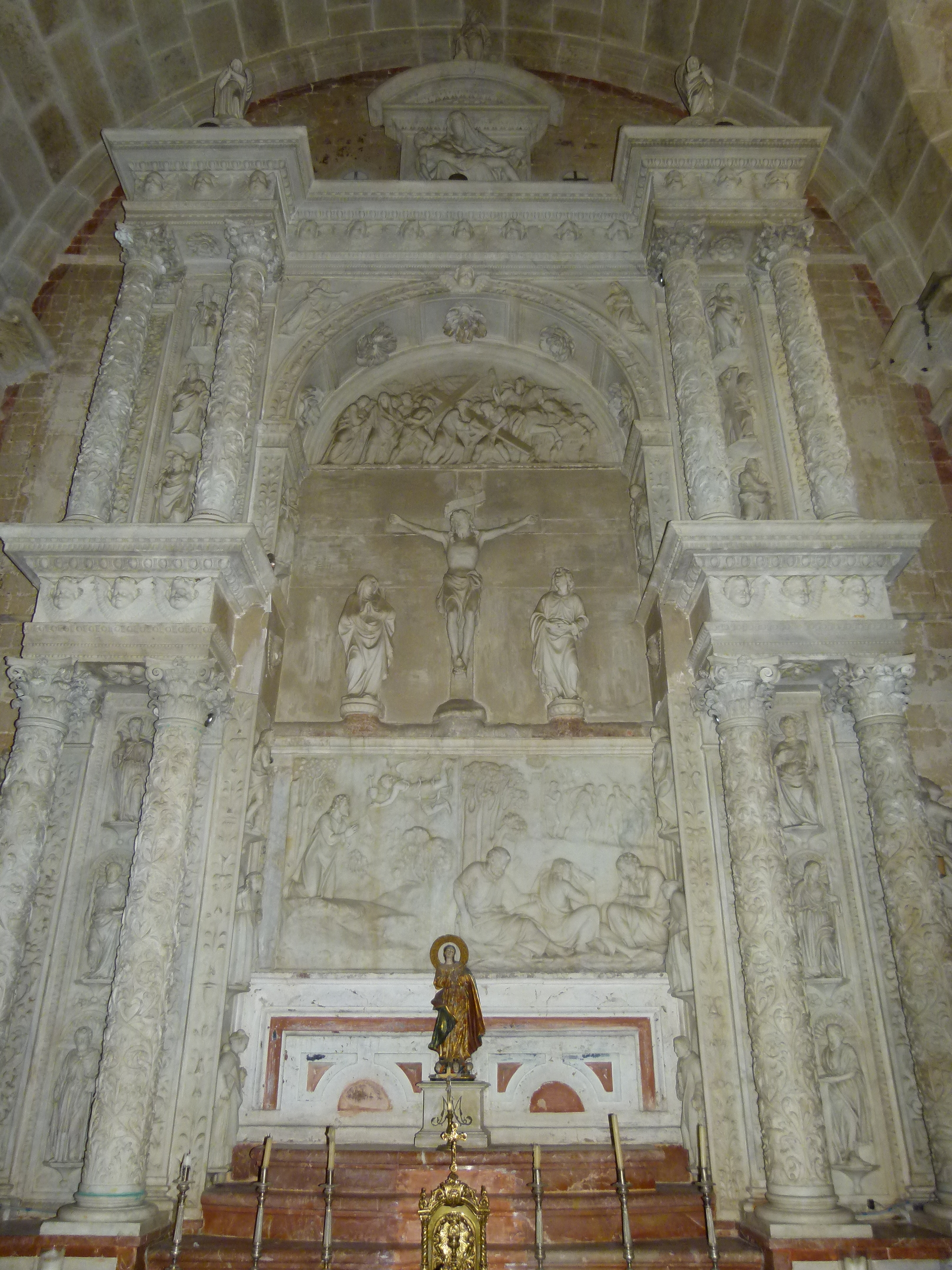
Retablo del monasterio realizado en mármol de Carrara, procedente del antiguo monasterio de San Francisco de Sevilla.

El retablo había estado con anterioridad en el monasterio de San Francisco de Sevilla que estaba bajo el patronato de la familia, y que al realizarse una reordenación urbanística, se decidió demoler para realizar la actual plaza de San Francisco. El altar se trasladó junto con dos sepulturas con las estatuas orantes de Francisco de Zúñiga y Pérez de Guzmán y quien fuera su esposa, Leonor Manrique de Castro, que fueron los primeros Marqueses de Ayamonte, que formaban parte del conjunto.
También existen dos altares laterales de estilo barroco sevillano, que están situados frente por frente, provenientes también de una capilla, patronato de la familia, del antiguo convento de Regina de Sevilla. Por su parte, en el lado de la epístola existe una talla del siglo XVI de la Virgen sedente con el niño Jesús en sus brazos, mientras que en el lado del Evangelio está la imagen de Santa Ana con la Virgen niña enseñándole a leer.
La sacristía, que se añadió más tarde y que se dispone en la cabecera de la iglesia, destaca por la presencia de una cubierta con una bóveda plana, obra de fray Manuel de la Peña. En su parte superior se construyó una estancia doméstica que, pese a que prolonga la cabecera, presenta menor altura que ella. Presenta planta cuadrangular de 7,40 metros de lado. Su bóveda parece diseñada a partir de cuatro bóvedas de arista, de manera que la parte central (que es la que presenta cubierta plana) toma un cuarto de cada una de estas bóvedas de arista de base.
Al convertir el monasterio en residencia particular, se llevan a cabo diversas reformas como la construcción del comedor, que se realiza en donde debían estar las celdas de los monjes. Se cubre con un artesonado de azulejo sevillano, pintando las vigas con motivos heráldicos propios de la familia. El comedor se decora con un par de tapices de Flandes, el más interesante, y que representa el carro de las Virtudes, se sitúa en el fondo de la estancia, y dos reposteros (en los que aparecen escudos que a lo largo de los siglos ha poseído la familia propietaria).